# Richard Funk (Schriftsteller)
Richard Funk (geboren 1926 in Warschau) ist ein deutscher Science-Fiction-Autor.

## Leben
Funk wurde 1926 auf einem Friedhof in Warschau geboren, wo sein Vater eine Dienstwohnung hatte. Schon früh begeisterte er sich für die Zukunftsromane von Jules Verne und die Bücher von Bruno H. Bürgel. Nach dem Krieg kam er in die DDR, wo er zunächst als Hilfsarbeiter auf dem Bau arbeitete, Physik studierte, als Hilfslektor im Verlag Technik in Berlin und als technischer Angestellter im VEB Filmfabrik Wolfen arbeitete. Er absolvierte ein Fernstudium in Köthen und arbeitete fortan als Chemieingenieur. Ab 1954 wohnte er in Dessau und war dort im VEB Magnetbandfabrik Dessau beschäftigt. Ab 1964 veröffentlichte er Gedichte und Prosatexte in Zeitungen, Zeitschriften und Anthologien. 1973 erschien im Verlag Das Neue Berlin der Roman Gerichtstag auf Epsi, der in der Folge auch ins Tschechische übersetzt wurde. Die Erstauflage betrug 20.000 Exemplare. 1983 erschien eine Taschenbuchausgabe in der Reihe SF Utopia im selben Verlag.

## Gerichtstag auf Epsi
Der Roman handelt von einem Konflikt dreier Zivilisationen. Kapitän Lar, Kommandant eines den Planeten Epsi im System des 11 Lichtjahre von der Erde entfernten Sterns Epsilon Eridani umkreisenden Raumschiffs, hält sich strikt an die Weisungen der den Planeten bewohnenden Epsilonen, einer Rasse spinnenähnlicher Wesen, wogegen sich der Expeditionsleiter Kulmin empört. Während eine Landegruppe die wissenschaftlichen und sozialen Einrichtungen der Epsilonen studiert, dringt Kulmin in eine verbotene Zone ein und bemächtigt sich zweier im Kälteschlaf ruhender menschenähnlicher Wesen. Daraufhin setzen die Epsilonen die Landegruppe gefangen und machen den irdischen Astronauten den Prozess. Den aus dem Schlaf erwachten Wesen gelingt es jedoch, die Lage zu entspannen und einen Ausgleich zu erwirken. Wie sich herausstellt, sind sie Überlebende einer vor Jahrmillionen auf dem Planeten existierenden Zivilisation, die in einem Strahlenausbruch der Epsi-Sonne zugrunde ging.
- Erstausgabe: Gerichtstag auf Epsi: Utopischer Roman. Das Neue Berlin, Berlin 1973.
- Taschenbuchausgabe: Gerichtstag auf Epsi: Utopischer Roman. Reihe SF Utopia. Das Neue Berlin, Berlin 1983.
- Tschechische Übersetzung: Soudnířízení na Epsí. Übersetzt von Vladimír Svoboda. Svoboda, Prag 1980.